# Mandalay Bay
Mandalay Bay Resort and Casino Las Vegas är både ett kasino och ett hotell som ligger utmed gatan The Strip i Paradise, Nevada i USA. Den ägs av MGM Growth Properties och drivs av MGM Resorts International. Hotellet har totalt 3 209 hotellrum varav 440 är hotellsviter, det inkluderar även de hotellrum som finns på våningarna 35–39 men drivs av en annan hotelloperatör, Four Seasons Hotels and Resorts.
1995 köpte kasinooperatören Circus Circus Enterprises kasinot Hacienda för $80 miljoner och närliggande mark för ytterligare $73 miljoner i syfte att uppföra ett nytt kasino och hotell. Den 1 december lades Hacienda ner och en månad senare revs kasinot. Circus Circus meddelade vid rivningen att det nya kasinoprojektet hade arbetsnamnet "Project Paradise" och budgeten för bygget var på mellan 800 miljoner och en miljard dollar. Bygget inleddes 1997 och under februarimånad av 1998 blev det offentligt att kasinots tema skulle vara hämtad från tropikerna och fick sitt namn från Rudyard Kiplings poem The Road to Mandalay. Man beslutade också samma år att uppföra en inomhusarena på området. Kasinot och inomhusarenan stod klara 1999 och invigdes samtidigt den 2 mars samma år. I juni bytte Circus Circus företagsnamn till Mandalay Resort Group (MRG). 2000 öppnade man ett akvarium vid namnet Shark Reef at Mandalay Bay. 2001 började man bygga en konferensanläggning på kasinots tomt. Den 23 maj 2002 meddelade MRG att man skulle expandera sin hotellverksamhet med att uppföra en skyskrapa intill Mandalay Bay för minst $200 miljoner. Konferensanläggningen stod klar i januari 2003 och fick namnet Mandalay Bay Convention Center. I oktober namngavs skyskrapan med namnet Thehotel at Mandalay Bay (idag Delano Las Vegas) och öppnades i december. 2005 fick Mandalay Bay nya ägare när MGM Mirage (idag MGM Resorts International) köpte Mandalay Resort Group.
Den 1 oktober 2017 hamnade kasinot i blickfånget när en skytt öppnade eld från 32:a våningen och sköt mot festivalområdet Las Vegas Village och musikfestivalen Route 91 Harvest, där 58 personer dödades och 851 skadades. Masskjutningen anses vara den värsta som en ensam skytt har utfört i modern amerikansk historia.
Hotellet besjungs i Martin Stenmarcks låt Las Vegas från 2005.